# Megamyrmaekion
Megamyrmaekion là một chi nhện trong họ Gnaphosidae.